# Regering-Martens IX
De regering-Martens IX (29 september 1991 - 7 maart 1992) was een Belgische regering. Het was een coalitie tussen de CVP/PSC (43 en 18 zetels) en de PS/SP (40 en 32 zetels).
De regering volgde de regering-Martens VIII op na het vertrek van de Volksunie uit de vorige regering. Bij de verkiezingen van 24 november 1991 leden de regeringspartijen een zware nederlaag en kwam de doorbraak van het Vlaams Blok, dat van 2 naar 12 zetels ging in de Kamer. Deze verkiezingen noemde men later Zwarte Zondag. Wilfried Martens werd opzijgezet en Jean-Luc Dehaene volgde hem op als eerste minister in de regering-Dehaene I .

## Samenstelling
De regering telde 17 ministers (inclusief de premier) en 8 staatssecretarissen. De CVP had 8 ministers (inclusief de premier) en 3 staatssecretarissen, PS 8 ministers en 3 staatssecretarissen, SP 5 ministers en 4 staatssecretarissen en de PSC 4 ministers en 2 staatssecretarissen.
| Ambtsbekleder                  | Ambtsbekleder                  | Ambtsbekleder                   | Functie en bevoegdheden | Termijn                             | Partij                 |
| Kernkabinet                    | Kernkabinet                    | Kernkabinet                     | Kernkabinet | Kernkabinet                         | Kernkabinet            |
| ------------------------------ | ------------------------------ | ------------------------------- | --- | ----------------------------------- | ---------------------- |
|                                |                                | Wilfried Martens (1936-2013)    | Premier | 29 september 1991 - 7 maart 1992    | CVP                    |
| Begroting en Wetenschapsbeleid | 21 januari 1992 - 7 maart 1992 | Wilfried Martens (1936-2013)    | |                                     | CVP                    |
|                                |                                | Philippe Moureaux (1939-2018)   | Vicepremier Institutionele Hervormingen, belast met de Herstructurering van het Ministerie van Onderwijs en Herstructurering van het Ministerie van het Brussels Gewest                                                                               | 29 september 1991 - 7 maart 1992    | PS                     |
| Sociale Zaken                  | 25 januari 1992 - 7 maart 1992 | Philippe Moureaux (1939-2018)   | |                                     | PS                     |
|                                |                                | Willy Claes (1938)              | Vicepremier Economische Zaken, Plan en Herstructurering van het Ministerie van Onderwijs | 29 september 1991 - 7 maart 1992    | SP                     |
|                                |                                | Jean-Luc Dehaene (1940-2014)    | Vicepremier Verkeerswezen en Institutionele Hervormingen | 29 september 1991 - 7 maart 1992    | CVP                    |
|                                |                                | Melchior Wathelet (1949)        | Vicepremier Justitie en Middenstand | 29 september 1991 - 7 maart 1992    | PSC                    |
| Ministers                      |                                |                                 | |                                     |                        |
|                                |                                | Mark Eyskens (1933)             | Buitenlandse Zaken | 29 september 1991 - 7 maart 1992    | CVP                    |
|                                |                                | Philippe Maystadt (1948-2017)   | Financiën | 29 september 1991 - 7 maart 1992    | PSC                    |
|                                |                                | Robert Urbain (1930-2018)       | Buitenlandse Handel | 29 september 1991 - 7 maart 1992    | PS                     |
|                                |                                | Philippe Busquin (1941)         | Sociale Zaken | 29 september 1991 - 25 januari 1992 | PS                     |
|                                |                                | Guy Coëme (1946)                | Landsverdediging | 29 september 1991 - 7 maart 1992    | PS                     |
|                                |                                | Louis Tobback (1938)            | Binnenlandse Zaken, Modernisering van de Openbare Diensten en Culturele en Wetenschappelijke Nationale Instellingen | 29 september 1991 - 7 maart 1992    | SP                     |
|                                |                                | Luc Van den Brande (1945)       | Tewerkstelling en Arbeid | 29 september 1991 - 21 januari 1992 | CVP                    |
|                                |                                | Marcel Colla (1943)             | Posterijen, Telegrafie en Telefonie | 29 september 1991 - 7 maart 1992    | SP                     |
|                                |                                | Raymond Langendries (1943)      | Openbaar Ambt | 29 september 1991 - 7 maart 1992    | PSC                    |
|                                |                                | Gilbert Mottard (1926-2011)     | Pensioenen | 29 september 1991 - 7 maart 1992    | extraparlementair (PS) |
|                                |                                | Wivina Demeester (1943)         | Begroting en Wetenschapsbeleid | 29 september 1991 - 21 januari 1992 | CVP                    |
|                                |                                | Erik Derycke (1949)             | Ontwikkelingssamenwerking, adjunct voor Wetenschapsbeleid | 29 september 1991 - 7 maart 1992    | SP                     |
| Staatssecretarissen            |                                |                                 | |                                     |                        |
|                                |                                | Elie Deworme (1932)             | Energie, toegevoegd aan de minister van Economische Zaken | 29 september 1991 - 7 maart 1992    | PS                     |
|                                |                                | Pierre Mainil (1925-2013)       | Middenstand en Oorlogsslachtoffers, toegevoegd aan de minister van Justitie | 29 september 1991 - 7 maart 1992    | PSC                    |
|                                |                                | Paul De Keersmaeker (1929-2022) | Europese Zaken en Landbouw, toegevoegd aan de minister van Buitenlandse Zaken | 29 september 1991 - 7 maart 1992    | CVP                    |
|                                |                                | Miet Smet (1943-2024)           | Leefmilieu en Maatschappelijke Emancipatie, toegevoegd aan de Eerste Minister | 29 september 1991 - 7 maart 1992    | CVP                    |
| Tewerkstelling en Arbeid       | 21 januari 1992 - 7 maart 1992 | Miet Smet (1943-2024)           | |                                     | CVP                    |
|                                |                                | Anne-Marie Lizin (1949-2015)    | Europa 1992, toegevoegd aan de minister van Buitenlandse Handel | 29 september 1991 - 7 maart 1992    | extraparlementair (PS) |
|                                |                                | Roger Delizée (1935-1998)       | Volksgezondheid en Gehandicaptenbeleid, toegevoegd aan de minister van Sociale Zaken en de minister van Tewerkstelling en Arbeid | 29 september 1991 - 7 maart 1992    | PS                     |
|                                |                                | Leona Detiège (1942)            | Pensioenen, toegevoegd aan de minister van Pensioenen | 29 september 1991 - 21 januari 1992 | SP                     |
|                                |                                | Jos Dupré (1928-2021)           | Institutionele Hervormingen, belast met de Herstructurering van het Ministerie van Openbare Werken, en Kleine en Middelgrote Ondernemingen toegevoegd aan de minister van Verkeerswezen en Institutionele Hervormingen en de minister van Middenstand | 29 september 1991 - 7 maart 1992    | CVP                    |

### Herschikkingen
- Op 21 januari 1992 namen Luc Van den Brande, Wivina Demeester en Leona Detiège ontslag. Luc Van den Brande werd die dag minister-president van Vlaanderen en de twee anderen ministers in Van den Brande I. Hun verantwoordelijkheden werden overgenomen door Miet Smet (Tewerkstelling en  Arbeid) en Wilfried Martens (Begroting en Wetenschapsbeleid). Leona Detiège wordt niet vervangen.
- Op 25 januari 1992 nam Philippe Busquin (PS) ontslag en zijn verantwoordelijkheden werden overgenomen door Philippe Moureaux. Philippe Busquin werd PS-voorzitter.